# Thol-lès-Millières
Thol-lès-Millières è un comune francese di 39 abitanti situato nel dipartimento dell'Alta Marna nella regione del Grand Est.

## Società

### Evoluzione demografica
Abitanti censiti